# Dendrophylax barrettiae
Dendrophylax barrettiae é uma espécie de orquídea, família Orchidaceae, endêmica de Hispaniola, Haiti e Jamaica, onde cresce em áreas bastante úmidas e abafadas. Trata-se de planta epífita, monopodial, com caule insignificante e efêmeras folhas rudimentares, com inflorescências racemosas que brotam diretamente de um nódulo na base de suas raízes. As flores tem um longo nectário na parte de trás do labelo.

## Publicação e sinônimos
- Dendrophylax barrettiae Fawc. & Rendle, J. Bot. 47: 266 (1909).

Sinônimo heterotipico:
- Campylocentrum ariza-juliae Ames, Bot. Mus. Leafl. 6: 23 (1938).